# Ун-Выйвар
Ун-Выйвар (устар. Ун-Вый-Вар) — река в России, протекает по Ханты-Мансийскому району Ханты-Мансийского АО. Устье реки находится в 52 км по левому берегу реки Выйвар. Длина реки составляет 18 км.

## Данные водного реестра
По данным государственного водного реестра России относится к Верхнеобскому бассейновому округу, водохозяйственный участок реки — Обь от города Нефтеюганск до впадения реки Иртыш, речной подбассейн реки — Обь ниже Ваха до впадения Иртыша. Речной бассейн реки — (Верхняя) Обь до впадения Иртыша.
Код объекта в государственном водном реестре — 13011100212115200050970.